# Batalha de Montenotte
A Batalha de Montenotte foi travada em 12 de abril de 1796, durante as Guerras Revolucionárias Francesas, entre o exército francês sob o comando do General Napoleão Bonaparte e um corpo austríaco sob o comando do Conde Eugène-Guillaume Argenteau. Os franceses venceram a batalha, que foi travada perto da vila de Cairo Montenotte no Reino do Piemonte-Sardenha. A cidade moderna está localizada na parte noroeste da Itália. Em 11 de abril, Argenteau liderou 3 700 homens em vários ataques contra um reduto francês no topo de uma montanha, mas não conseguiu tomá-la. Na manhã do dia 12, Bonaparte concentrou grandes forças contra as tropas agora inferiores em número de Argenteau. O avanço francês mais forte veio da direção do reduto no topo da montanha, mas uma segunda força caiu sobre o fraco flanco direito austríaco e o sobrepujou. Em sua retirada apressada do campo, a força de Argenteau sofreu pesadas perdas e ficou muito desorganizada. Este ataque contra a fronteira entre os exércitos austríaco e sardo ameaçou romper o vínculo entre os dois aliados. Esta ação fez parte da Campanha de Montenotte.

## Contexto
Ver Ordem de Batalha da Campanha de Montenotte de 1796 para a organização dos exércitos francês, austríaco e sardo.
Em 27 de março de 1796, o jovem General Bonaparte chegou a Nice para assumir o Exército da Itália, seu primeiro comando de exército. Seu exército incluía 63 000 tropas, mas destas, apenas 37 600 homens e 60 peças de artilharia eram capazes de serem colocados em campo. Os soldados estavam mal alimentados, meses atrasados no pagamento e mal equipados. Consequentemente, o moral em muitas unidades era baixo e em alguns casos isso levou a motins. O oponente austríaco de Bonaparte, Feldzeugmeister Johann Peter Beaulieu, também era novo no teatro de operações italiano. Beaulieu controlava diretamente 19 500 austríacos, dos quais metade ainda estava em quartéis de inverno. O subordinado de Beaulieu, Argenteau, comandava 11 500 austríacos adicionais que estavam posicionados mais a oeste, ao redor de Acqui Terme. Um exército do Reino da Sardenha-Piemonte de cerca de 20 000 homens estava a oeste do corpo de Argenteau.
Bonaparte planejava avançar da costa da Ligúria para dirigir uma cunha entre o exército austríaco de Beaulieu a nordeste e o exército austro-sardo de 21 000 homens do Feldmarschall-Leutnant Michelangelo Alessandro Colli-Marchi a noroeste. Colli, um austríaco emprestado ao exército sardo, compartilhava uma amizade pessoal com Beaulieu. No entanto, o governo austríaco secretamente advertiu Beaulieu a não confiar em seu aliado sardo. Isso tornou difícil para os dois líderes aliados concordarem com uma estratégia conjunta. Colli temia um ataque que dividiria os exércitos aliados, que era exatamente o plano que Bonaparte estava contemplando. Ele argumentava pela concentração dos exércitos aliados no centro. Mas Beaulieu se convenceu de que os franceses pretendiam tomar Gênova, e ele pretendia frustrar essa possibilidade com um ataque próprio.

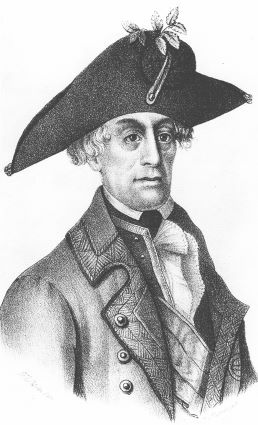
Johann Peter Beaulieu

Baseado em uma lista de revista de 9 de abril, o exército de campo de Bonaparte consistia em quatro divisões sob os Generais de Divisão Amédée Emmanuel Francois Laharpe, Jean-Baptiste Meynier, Pierre Augereau e Jean-Mathieu-Philibert Sérurier. As divisões de Laharpe e Meynier formavam a vanguarda sob André Masséna. Os 8.614 soldados de Laharpe estavam divididos entre as 17ª e 22ª Meia-Brigadas de Infantaria Ligeira e as 32ª e 75ª Meia-Brigadas de Infantaria de Linha. Meynier comandava 9 526 homens nas 11ª e 27ª Ligeiras e nas 25ª, 51ª, antiga 51ª e 55ª de Linha. Augereau liderava 10.117 tropas nas 4ª e 29ª Ligeiras e 4ª, 14ª e 18ª de Linha. Sérurier dirigia 9 448 homens na 69ª Ligeira, 39ª de Linha e 85ª de Linha. O General de Brigada Jean-Baptiste Cervoni estava destacado em Voltri com as 3 181 tropas da 75ª de Linha e 2 000 soldados da 51ª de Linha.
Beaulieu planejava cair sobre Cervoni com duas colunas sob o General-major Philipp Pittoni von Dannenfeld e o Feldmarschall-Leutnant Karl Philipp Sebottendorf. Pittoni tinha cinco batalhões de infantaria e quatro esquadrões de cavalaria totalizando 3 350 soldados de infantaria e 624 cavaleiros. Sebottendorf liderava 3 200 tropas em cinco batalhões. Argenteau contava com 9 000 homens de infantaria e 340 de cavalaria em 11 batalhões e dois esquadrões. Estes estavam dispersos, com quatro batalhões perto de Sassello, um em Acqui Terme, dois em Mioglia, um em Dego, um em Cairo Montenotte e dois outros nas proximidades. Pittoni recebeu ordens para se mover através do Passo de Bocchetta ao norte de Gênova enquanto Beaulieu acompanhava a coluna de Sebottendorf através do Passo Turchino, noroeste de Gênova.
Em 10 de abril, a ala esquerda do exército austríaco sob Beaulieu, Sebottendorf e Pittoni atacou a brigada francesa de Cervoni na Batalha de Voltri. Cervoni fez uma retirada combativa e escapou intacto para Savona, descendo a costa. Beaulieu percebeu tardiamente que agora estava perigosamente separado de sua ala direita sob o Feldmarschall-Leutnant Argenteau. Ele fez arranjos para deslocar sua ala esquerda para oeste para apoiar seu colega e direcionou reforços da Lombardia para se concentrarem em Acqui.
A rede viária nas proximidades do campo de batalha de Montenotte assemelhava-se a um triângulo (Δ). A vila de Altare, que estava na principal estrada leste-oeste de Savona para Ceva, ficava na parte inferior da perna esquerda, a oeste. Altare estava na importante estrada do Passo Cadibona. A vila de Madonna di Savona estava localizada na parte inferior da perna direita, a leste. Montenotte Superiore podia ser encontrada no topo do triângulo. De Montenotte Superiore, a estrada continuava ao norte a partir do topo do Δ até Montenotte Inferiore. Três picos estavam espaçados em intervalos ao longo da perna direita do triângulo. Começando do topo do Δ, eles eram Monte San Giorgio, Monte Pra e Monte Negino (ou Monte Legino).

## Batalha

### Monte Negino

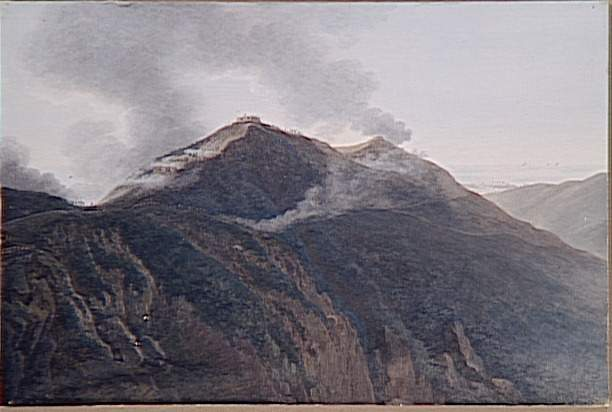
Ataque à reduto de Monte-Legino por Giuseppe Pietro Bagetti (1764-1831)

Devido ao mau trabalho do estado-maior, o ataque da ala direita de Argenteau não começou até 11 de abril. Naquele dia, os austríacos moveram-se com 3 700 soldados contra uma posição francesa no Monte Negino. Argenteau liderou um batalhão do Regimento de Infantaria Alvinczi Nr. 19 e dois batalhões do Regimento de Infantaria Arquiduque Anton Nr. 52 para uma posição perto de Montenotte Superiore. Lá, o austríaco se encontrou com o General-major Mathias Rukavina von Boynograd, que comandava um batalhão cada do Regimento de Infantaria Stein Nr. 50 e do Regimento de Infantaria Pellegrini Nr. 49, além de três companhias de infantaria Grenz do Freikorps Gyulai.
Os austríacos começaram a pressionar para sudeste pela perna direita do Δ, expulsando os postos avançados inimigos no Monte San Giorgio e Monte Pra. O Coronel Henri-François Fornésy com cerca de 1 000 tropas francesas da 17ª Meia-Brigada de Infantaria Ligeira mantinha uma antiga reduto construída pelos austríacos no topo do Monte Negino. Esses soldados foram acompanhados pelo Coronel Antoine-Guillaume Rampon, que assumiu o comando geral. Outros 1.192 homens da 32ª de Linha de Madonna di Savona também chegaram para ajudar.
A estrada para Monte Negino seguia a crista dos Apeninos. Liderados pelos Croatas do Freikorps Gyulai em ordem de escaramuça, os austríacos pressionaram seus ataques. Em um momento em que as tropas francesas estavam vacilando, Rampon as encorajou fazendo-as jurar "vencer ou morrer", segundo uma testemunha ocular. Todos os ataques austríacos falharam e Rukavina foi baleado no ombro. Argenteau encerrou as operações por volta das 16h00. Naquela noite, o comandante austríaco enviou um mensageiro ao Oberstleutnant Karl Leczeny em Sassello pedindo reforços. Rampon estimou as perdas austríacas em 200 a 300, mas provavelmente estavam mais próximas de 100. Os franceses relataram 57 baixas.

### Montenotte

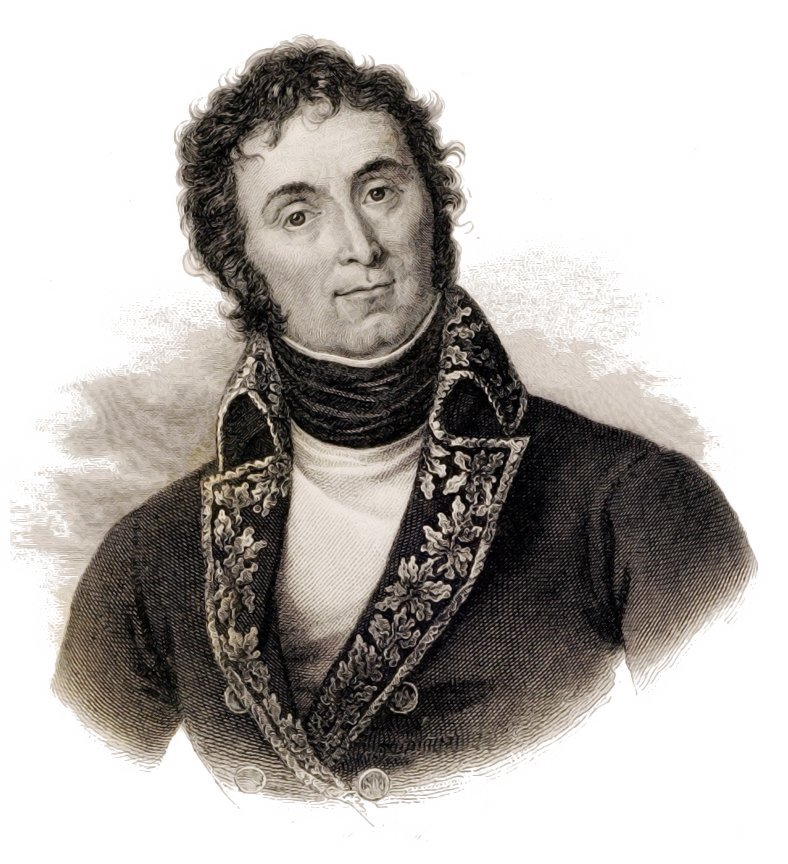
André Masséna

O ataque de Argenteau precipitou uma contra-ofensiva imediata de Bonaparte, que moveu as duas divisões do General de Divisão André Masséna de Savona para a área do Passo Cadibona. Satisfeito que Beaulieu estava muito longe a leste para intervir efetivamente, Bonaparte estava determinado a esmagar Argenteau. Ele ordenou que a divisão do General de Divisão Amédée Emmanuel Francois Laharpe se juntasse à força de Rampon, totalizando 7 000 soldados no Monte Negino na perna direita do Δ. Masséna marchou de Altare, subindo a perna esquerda do Δ, com a brigada de 4 000 homens do General de Brigada Philippe Romain Ménard. Para alcançar suas posições de salto, as tropas começaram às 2h00 e marcharam em uma tempestade de chuva. A divisão do General de Divisão Pierre Augereau e outras unidades se concentraram perto do Passo Cadibona.
O 3º batalhão do Regimento de Infantaria Terzi Nr. 16 marchou toda a noite para alcançar Montenotte ao amanhecer. Argenteau implantou esta unidade, alguns croatas e várias companhias destacadas de seus outros regimentos para guardar a estrada de Altare. O resto dos austríacos ainda enfrentava o Monte Negino. Um batalhão do Regimento de Infantaria Preiss Nr. 24 chegou à área, mas não foi comprometido na batalha do dia seguinte.
A névoa encobria a área ao amanhecer de 12 de abril. Quando clareou, vários canhões franceses começaram a disparar do Monte Negino sobre os austríacos abaixo deles e Argenteau viu que estava confrontado por uma grande força. Pouco depois, os soldados de Masséna lançaram seu ataque no fraco flanco direito austríaco, inundando os defensores com números superiores. Argenteau implantou os batalhões Stein e Pellegrini sob o Oberstleutnant Nesslinger para manter o centro e designou os dois batalhões Arquiduque Anton para defender o flanco esquerdo no Monte Pra. Então ele levou o batalhão Alvinczi para o resgate do 3º batalhão Terzi em seu flanco direito.
Enquanto Masséna dominava a direita de Argenteau, Laharpe caiu sobre os austríacos que defendiam o Monte Pra. No início, os austríacos conduziram uma defesa vigorosa. Mas o assalto de Masséna progrediu tão rapidamente que Argenteau ordenou uma retirada. O 3º batalhão Terzi foi quase destruído e os dois batalhões de Nesslinger foram gravemente cortados. Na retirada austríaca de Montenotte Superiore, o batalhão Alvinczi forneceu a retaguarda. O batalhão teve que abrir caminho lutando, perdendo sua bandeira e muitos soldados. Os homens de Argenteau mal limparam Montenotte Inferiore antes que as forças de flanqueamento de Masséna e Laharpe convergissem para o vilarejo. Às 9h30 a batalha havia terminado.

## Resultados
A batalha foi a primeira vitória do General Bonaparte na Campanha de Montenotte. Na manhã seguinte, Argenteau relatou apenas 700 homens com as bandeiras. O resto foi perdido em combate ou disperso. O historiador Martin Boycott-Brown apresentou as perdas francesas como leves; uma amostra de relatórios mostra que a 32ª de Linha, 51ª de Linha, 75ª de Linha e 17ª Ligeira perderam 10, 8, 27 e 19 baixas, respectivamente. Os austríacos admitiram perder 166 mortos, 114 feridos e 416 desaparecidos, para um total de 696. Três historiadores afirmam que as perdas foram mais severas. Digby Smith escreveu que os franceses sofreram 800 mortos, feridos e desaparecidos de um total de 14 000 tropas e 18 canhões. Os austríacos entraram na ação com 9 000 homens e perderam 2 500 mortos, feridos e capturados, com 12 canhões perdidos. A maioria das baixas de Argenteau foram prisioneiros. Gunther E. Rothenberg listou as baixas austríacas como 2 500 e 12 canhões de 4 500 envolvidos, enquanto as perdas francesas foram 880 de 10 000 tropas disponíveis. David G. Chandler deu as perdas austríacas como 2 500 de 6 000, mas não listou nenhuma perda francesa de um total de 9 000.
Um Argenteau bastante abalado retirou seus soldados sobreviventes para cobrir Acqui, enquanto outras forças sob Rukavina mantinham Dego, cerca de 7,5 quilômetros (4,7 mi) a noroeste de Montenotte Superiore. Argenteau enviou um despacho alarmante para Beaulieu afirmando que seu comando estava "quase completamente destruído". Bonaparte emitiu ordens para explorar seu sucesso ampliando a lacuna entre os exércitos austríaco e sardo avançando para oeste em direção a Millesimo e para norte em direção a Dego. As próximas ações foram a Batalha de Millesimo em 13 de abril e a Segunda Batalha de Dego em 14 e 15 de abril.